# Sabana Grande de Palenque
Sabana Grande de Palenque es un municipio de la República Dominicana, que está situado en la provincia de San Cristóbal.

## Localización
El municipio está situado en la costa del Mar Caribe, cerca de San Cristóbal. 

## Límites
Municipios limítrofes:
|              | Norte: Yaguate  |                                  |
| Oeste: Nizao |                 | Este: San Cristóbal y Mar Caribe |
|              | Sur: Mar Caribe |                                  |

## Distritos municipales
Está formado por los distritos municipales:
| Nombre                                                  | Código   |
| ------------------------------------------------------- | -------- |
| Sabana Grande de Palenque, Juan barón y Sabana Palenque | 05210201 |

## Historia
Fue elevado a la categoría de distrito municipal del municipio San Cristóbal el primero de enero de 1945 y a categoría de municipio el dos de enero de 1997 por el Congreso Dominicano.

## Turismo
Tiene algunas de las playas más populares entre los habitantes de la región, pero en general no se considera uno de los principales destinos turísticos del país.